# باشگاه فوتسال ماهان تندیس قم
باشگاه فوتسال ماهان تندیس قم یک باشگاه فوتسال ایرانی در شهر قم است، این باشگاه پس از انتقال امتیاز باشگاه فوتسال صبای قم در سال ۱۳۹۲ به شرکت ماهان تندیس در مسابقات لیگ برتر فوتسال ایران حضور یافت.
امتیاز این تیم در تیر ۱۳۹۴ به باشگاه یاسین پیشرو قم منتقل شد.